# Elatostema albistipulum
Elatostema albistipulum är en nässelväxtart som beskrevs av Wen Tsai Wang. Elatostema albistipulum ingår i släktet Elatostema och familjen nässelväxter. Inga underarter finns listade i Catalogue of Life.